# Auzouville-l'Esneval
Auzouville-l'Esneval é uma comuna francesa na região administrativa da Normandia, no departamento de Sena Marítimo. Estende-se por uma área de 5,62 km². Em 2010 a comuna tinha 367 habitantes (densidade: 65,3 hab./km²).